# Der Teufel im Winterpalais
Der Teufel im Winterpalais ist eine Erzählung von Werner Bergengruen, die 1949 in Zürich erschien.
Der Petersburger Schneider Biermann erlebt, im Karneval als Teufel kostümiert, sein blaues Wunder.

## Zeit und Ort
Ort der Handlung ist Petersburg während eines Karnevals in der Herrschaftszeit des Zaren Nikolai I., also zwischen 1825 und 1855. Mit dem Hinweis auf Dostojewski (s. u.) lässt sich die Zeitspanne vielleicht noch auf 1838 bis 1843, bzw. ein wenig nach 1843, einschränken.

## Inhalt
Awgust Iwanowitsch Biermann, Sohn des nach Russland ausgewanderten deutschen Schneidermeisters Johannes Biermann, wird zum Kammerherrn Rjabtschikow gerufen. Awgust, auf gut Deutsch August, soll den hohen Herrn samt Familie für den russischen Karneval, Butterwoche genannt, kostümieren. Mit Eifer macht sich August ans Werk und vernachlässigt dabei seinen so schon heruntergekommenen Schneiderbetrieb. Denn August hatte eine Idee: Er will sich im Teufelskostüm ins Winterpalais einschleichen und vor dem Zaren tanzen. August schafft das. Mit Larve tritt er auf, ist kohlschwarz am ganzen Leib, trägt zwei Hörner und „einen langen zottigen Schwanz, aber keinen Pferdefuß“. Der Teufel mischt sich im Winterpalais mitten in das „höfisch anbefohlene Vergnügtsein“ und beeindruckt als flotter Tänzer nicht nur die kleine Marja Rjabtschikowa, sondern sogar die Zarin. Der Zar bestellt den Schneider noch während des Tanzabends zu sich, entlarvt ihn und lässt ihn in die russische Winternacht hinauswerfen. Bei dreißig Grad Minus erschrecken die Kutscher vor dem Leibhaftigen. Einer misshandelt August und wirft den „höllischen Fahrgast“ in den Tiefschnee. Endlich daheim in dem Mietshaus nahe bei der Wosnessenski-Brücke angekommen, geht es dem Teufel nicht besser. Nachdem August aus Versehen die falsche Wohnung betreten hat, flüchten Kunin und Sliwinski, zwei Zöglinge des Priesterseminars, die Totenwache bei Augusts Wirt halten, zu Tode erschrocken, vor der Teufelsgestalt. Der Wirt, Stabskapitän Kryshownikow, war zu Lebzeiten ein übler Wucherer gewesen und während Augusts Abwesenheit verschieden. Die Zöglinge rennen zur Polizei und berichten von der Erscheinung des leibhaftigen Teufels. Natürlich wird ein polizeiliches Protokoll angefertigt, und der Zar erfährt von dem besonderen Vorkommnis. August muss noch einmal im Teufelskostüm beim Zaren antreten und noch einmal die beiden Burschen erschrecken. Der Zar hat seinen Spaß und belohnt die drei fürstlich wie im Märchen.

## Form
Bergengruen erzählt meisterlich-vergnüglich und entschuldigt sich ganz am Ende der Erzählung für seinen „märchenkaiserlichen“ Zaren. Er habe die Geschichte ja in der Karnevalszeit geschrieben, und in der Karnevalszeit seien „alle Märchen wahr“.

## Dostojewski
Bergengruen bezeichnet seine Erzählung als eine „Kadettengeschichte“, also als ein Märchen, das man jungen, in die Kaserne eingesperrten Burschen erzählen kann und führt aus: Der Bruder der Großmutter des Erzählers war im Kadettenkorps mit Dostojewski zusammen.